# Łętowo (Piecki)
Łętowo (deutsch Lentag) ist ein kleiner Ort in der polnischen Woiwodschaft Ermland-Masuren und gehört zur Landgemeinde Piecki (deutsch Peitschendorf) im Powiat Mrągowski (Kreis Sensburg).

## Geographische Lage
Łętowo liegt in der südlichen Mitte der Woiwodschaft Ermland-Masuren, 15 Kilometer südlich der Kreisstadt Mrągowo (deutsch Sensburg).

## Geschichte
Der kleine – um 1888 auch Ländtag genannte – Ort bestand ursprünglich lediglich aus einem großen Hof. Bis 1945 war er ein Wohnplatz innerhalb der Gemeinde Zatzkowen (1938 bis 1945 Eisenack, polnisch Czaszkowo) im Kreis Sensburg in der preußischen Provinz Ostpreußen. Im Jahre 1898 zählte Lentag 32, im Jahre 1905 noch 31 Einwohner.
Als 1945 in Kriegsfolge das gesamte südliche Ostpreußen an Polen überstellt wurde, war auch Lentag davon betroffen. Es erhielt die polnische Namensform „Łętowo“ und ist heute ein Weiler in unmittelbarer Nachbarschaft (polnisch Częśź wsi) zu Piecki (Peitschendorf) und gehört somit auch zum Verbund der Gmina Piecki im Powiat Mrągowski, bis 1998 der Woiwodschaft Olsztyn, seither der Woiwodschaft Ermland-Masuren zugehörig.

## Kirche
Bis 1945 gehörte Lentag zum Kirchspiel der evangelischen Kirche Aweyden in der Kirchenprovinz Ostpreußen der Kirche der Altpreußischen Union, außerdem zur katholischen St.-Adalbert-Kirche in Sensburg im damaligen Bistum Ermland.
Heute ist Łętowo in die evangelische Kirchengemeinde Nawiady, einer Filialgemeinde der Pfarrei Mrągowo in der Diözese Masuren der Evangelisch-AugsburgischenKirche in Polen sowie in die Pfarrkirche Nawiady im jetzigen Erzbistum Ermland eingepfarrt.

## Verkehr
Łętowo liegt an einer Nebenstraße, die von Piecki über Czaszkowo nach Goleń (Gollingen) führt. Über eine Stichstraße erreicht man direkt den kleinen Ort. Eine Bahnanbindung besteht nicht.